# Lamoso
Lamoso is een plaats (freguesia) in de Portugese gemeente Paços de Ferreira en telt 1710 inwoners (2001).